# 黛安娜·薩拉薩爾·門德斯
黛安娜·薩拉薩爾·門德斯（西班牙語：Diana Salazar Méndez，1981年6月5日—）是一名厄瓜多法學家和律師，現任厄瓜多總檢察長。據稱她在2024年1月領導厄瓜多打擊「毒品政治」。

## 早年生活和教育
薩拉薩爾的童年在家鄉伊瓦拉度過，16歲時隨家人搬到基多。母親奧利維亞·門門德斯（Olivia Méndez）是一名教育心理學家，她和三個兄弟姐妹都是由母親獨自撫養長大的。
薩拉薩爾是非裔厄瓜多人。她擁有厄瓜多中央大學政治和社會科學學位，以及印度洋技術大學（Indoamérica Technological University）的程序法碩士學位，其中提到了刑事問題。

## 職業生涯
2001年，20歲的薩拉薩爾開始在皮欽查檢察官辦公室擔任助理檢察官，當時她還在中央大學法學院就讀。2006年，她晉升為辦公室秘書，2011年成為首都南部檢察官。
身為檢察官，薩拉薩爾調查了2015年國際足總收賄案，厄瓜多足球協會前主席路易斯·奇里沃加（Luis Chiriboga）在該案中被捕。後來，她擔任金融和經濟分析股主席，指導調查貪腐案件，例如時任副總統豪爾赫·格拉斯捲入奧德布雷希特公司醜聞一案。
2019年4月1日，公民參與和社會控制過渡委員會一致任命薩拉薩爾為厄瓜多總檢察長。
2023年12月，她領導的轉移行動導致司法機構主席和另一名警方高級官員因有組織犯罪和販毒而被捕。這次行動共逮捕30人，突襲75次。據稱她在2024年1月領導國家打擊「毒品政治」，因為政客和法官與販毒團夥勾結。在此期間，一家國家電視台的直播節目被持槍劫持，該國最臭名昭著的罪犯之一何塞·阿道夫·马西亚斯·维拉马尔從獄中失踪。

## 榮譽
《時代》雜誌將薩拉薩爾的工作描述為西半球最具挑戰性和風險性的工作之一。她入選2024年時代百大人物榜單。